# Sarisariñama
Le Sarisariñama est un tepuy, c'est-à-dire un plateau tabulaire, situé dans le parc national Jaua-Sarisariñama, aux limites sud-ouest du Venezuela, dans l'État de Bolívar, près de la frontière avec le Brésil.
C'est un des endroits les plus isolés du pays. Son accès est réservé aux scientifiques.
Ce tepuy de 2 300 mètres d'altitude possède sur son sommet parfaitement plan des puits presque parfaitement circulaires appelés dolines qui restent un mystère pour les géologues et une grande source de découvertes pour les biologistes.
Ces effondrements possèdent des dimensions remarquables : un diamètre et une profondeur d'environ 350 mètres. Ces méga-dolines n'ont été découvertes et explorées que depuis 1974. Les parois verticales ont isolé au cours des temps, les écosystèmes en contrebas et l'évolution a ainsi créé des espèces de plantes et d'animaux qui n'existent nulle part ailleurs.